# NGM (azienda)
NGM, acronimo di New Generation Mobile, è un'azienda italiana produttrice di telefoni cellulari fondata nel 2003 da Stefano Nesi e Sergio Pancanti.

## Storia
La NGM nacque nel 2003 come produttore OEM di telefoni Dual SIM con tecnologia DSFA (Dual SIM Full Active), ovvero telefoni in grado di gestire due schede SIM in conversazione, tecnologia presto sostituita dalla DSDS (Dual SIM Dual Stand-by) che permette di gestire le due SIM anche in modalità stand-by. I telefoni cellulari vengono disegnati e progettati in Italia mentre la produzione viene affidata ad aziende asiatiche; inoltre la NGM vende le licenze dei propri telefoni ad altri operatori per commercializzare gli apparecchi sotto altri marchi. Il marchio NGM non è presente a livello globale e per questo gli stessi telefoni vengono commercializzati con altri marchi in numerosi paesi nel mondo (tra i quali Filippine, Indonesia, Corea, Vietnam, Thailandia, India, Pakistan, Russia, Stati Uniti e Messico). La vendita dei cellulari NGM non avviene nella Repubblica Popolare Cinese.
Nel 2008 viene fondata la NGM Italia con sede a Santa Maria a Monte, Pisa. Il primo modello prodotto è stato il DG689; in seguito vengono lanciati modelli più popolari come il Vanity, dedicato al pubblico femminile, in collaborazione con Swarovski, apribile a scorrimento (swivel) con tre tasti superiori nei quali sono incastonati diamanti Swarovski Zirconia e tastiera inferiori qwerty; il NGM Supreme, telefono classico con tastiera a scorrimento di tipo slide, caratterizzato dalla possibilità di usare lo slot 1 anche con sim UMTS, ed il NGM Black Angel caratterizzato da disegno slide.
Nel 2021, dopo oltre 4 anni di assenza sul mercato smartphone, lancia una linea di televisori e smartwatch.

## Sistemi operativi
Il principale sistema operativo adottato è Android. Precedentemente i telefoni non erano dotati di un sistema operativo specifico e utilizzavano applicazioni Java. A novembre 2014 vengono avviate le vendite del primo smartphone equipaggiato con Windows Phone 8.1 in collaborazione con l'azienda motociclistica Harley Davidson, da cui prende nome il modello.

## Sponsorizzazioni
In campo sportivo, la NGM è sponsor principale della società Firenze Pallanuoto e dei club calcistici di Bologna Football Club 1909 ( fino al 2014) ,  Empoli Football Club,  Associazione Calcio Pisa 1909 e Fiorentina. L'azienda è poi presente, con il proprio marchio, come main sponsor della squadra motociclistica Forward Racing che prende parte al Motomondiale. Nelle stagioni 2013-2014 e 2014-2015, NGM è inoltre top sponsor della Lega Serie B, comparendo sul retro di tutte le maglie delle formazioni partecipanti al campionato cadetto.